# Rudolf Rocker
Johann Rudolf Rocker (Magonza, 25 marzo 1873 – New York, 19 settembre 1958) è stato un anarchico, scrittore e sindacalista tedesco, tra i principali teorici dell'anarcosindacalismo.
Autodichiaratosi anarchico senza aggettivi, Rocker arrivò alla conclusione che le diverse correnti anarchiche rappresentano solo "diversi metodi dell'economia" e che il primo obiettivo degli anarchici era "garantire la libertà personale e sociale degli uomini".

## Il pensiero

### Nazionalismo e cultura
Nazionalismo e cultura è l'opera più conosciuta di Rudolf Rocker, nella quale sostiene che tutto ciò che è politica ha le sue radici in concetti religiosi: entrambe schiavizzano il suo creatore, l'uomo, ed entrambe affermano essere la fonte di tutto il progresso culturale. In questa opera, Rocker aspira a dimostrare che la cultura ed il potere sono essenzialmente antagonisti. Applica questo modello alla storia dell'umanità, analizza il Medioevo, il Rinascimento, l'Illuminismo, la società capitalista moderna ed il movimento socialista. Arriva alla conclusione della necessità di promuovere un “nuovo socialismo umanitario”.
Riassumendo, segnala la rottura esistente tra il nazionalismo moderno ed il processo generale della cultura, considerando l'ambiente intellettuale nel quale si muove un individuo più forte che le ipotetiche influenze dello “spirito nazionale”. Nel primo capitolo dell'opera colloca la volontà del potere come un fattore storico nello sviluppo dell'umanità. Allo stesso modo sostiene, così come lo fece precedentemente Max Weber, l'impossibilità di analizzare la storia con metodi scientifici e critica la visione della “superstruttura”, che la scuola marxista mantiene sullo Stato.

### Pionieri della libertà
Pionieri della libertà è una raccolta di saggi che analizzano le radici del libertarianismo e dell'individualismo anarchico negli Stati Uniti d'America, trattando di smascherare l'idea dell'assenza della controcultura radicale nella storia e nella cultura degli Stati Uniti d'America e che il pensiero libertario è stato importato dagli immigrati.